# Escafiofrinins
Els escafiofrinins (Scaphiophryninae) són una subfamília d'amfibis anurs que es troba a Madagascar.

## Gèneres
- Paradoxophyla
- Scaphiophryne